# Murvica (żupania zadarska)
Murvica – wieś w Chorwacji, w żupanii zadarskiej, w gminie Poličnik. W 2011 roku liczyła 701 mieszkańców.